# Ohio Valley Wrestling
La Ohio Valley Wrestling (OVW) est une fédération indépendante américaine de catch créé en 1998 par Danny Davis et située à Louisville au Kentucky.
La OVW était auparavant un club-école pour les catcheurs de la World Wrestling Federation\ Entertainment, qui a rompu les liens avec la OVW le 27 février 2008. Depuis novembre 2011, la OVW est le club-école de la Total Nonstop Action Wrestling. Ce partenariat a pris fin en novembre 2013.

## Historique
La OVW est dirigée par son propriétaire Danny Davis et l'organisation était une ancienne membre de la National Wrestling Alliance (sous le nom NWA Ohio Valley Championship Wrestling) de 1997 jusqu'à 2000, quand la OVW devenait une partie du programme de développement de la WWE.

### Territoire de développement de la WWE (1999-2008)
Jim Cornette était le scripteur en chef de la OVW pendant un temps avant d'avoir été viré par la WWE pour avoir donné une claque à un étudiant, Anthony Carelli (qui plus sera connu a la WWE comme catcheur sous le nom de Santino Marella). Il était remplacé par Paul Heyman qui s'occupait de la OVW jusqu'à ce qu'il soit appelé à devenir le scripteur de la division ECW. Greg Gagne était supposé devenir scripteur après Heyman mais sa connaissance de la OVW était limitée donc le poste a été partagé par Al Snow et Danny Davis.
Les catcheurs de la OVW ont souvent été utilisés comme des jobbers par la WWE, particulièrement quand elle tient des shows dans la région de Louisville, ou appelés en renfort dans les shows. Parmi les stars qui sont passés de la OVW à la WWE, une grande partie sont aussi vite devenus célèbres comme John Cena, Randy Orton, Batista, CM Punk, Brock Lesnar, Mr. Kennedy, Johnny Morrison, Maryse, Eve Torres, Melina, Michelle McCool, Mickie James, Beth Phoenix, Kelly Kelly.

### Territoire de développement de la TNA (2011-2013)
Le 7 novembre 2011, la TNA annonce un partenariat avec la OVW. Cet accord permet à la TNA d'utiliser la OVW comme territoire de développement et d'entrainement pour ses catcheurs et il a pris fin le 2 novembre 2013.
En juillet 2015, Davis vend la OVW à Dean Hill qui est commentateur des émissions télévisés de la fédération.

### L'ère Al Snow (2018-...)
Le 6 avril 2018, la OVW annonce que Al Snow rachète cette fédération.
En février 2019, l'OVW annonce un partenariat avec Impact Wrestling dans le but de développer les futurs talents d'Impact Wrestling.

## Télévision
La OVW diffuse une heure de programme par semaine les samedis sur WBKI-TV aux États-Unis. Les shows sont enregistrés les mercredis soir.

## Champions actuels
| Championnat                           | Champion(s)                                | Date de victoire  |
| ------------------------------------- | ------------------------------------------ | ----------------- |
| OVW Heavyweight Championship          | Omar Amir (1)                              | 9 janvier 2021    |
| OVW National Heavyweight Championship | Jessie Godderz (1)                         | 29 septembre 2020 |
| OVW Rush Championship                 | William Lutz (2)                           | 19 janvier 2021   |
| OVW Anarchy Championship              | Amon (2)                                   | 18 juillet 2020   |
| OVW Southern Tag Team Championship    | The Tate Twins (Brandon Tate & Brent Tate) | 7 novembre 2020   |
| OVW Women's Championship              | Haley J                                    | 9 février 2021    |

### Anciens championnats
| Championnat                    | Dernier(s) Champion(s) | Date de victoire | Notes                    |
| ------------------------------ | ---------------------- | ---------------- | ------------------------ |
| OVW Light Heavyweight Champion | Chris Michaels         | le 12 avril 2000 | Retiré le 1er mars 2001. |
| OVW Hardcore Champion          | Randy Orton            | le 5 mai 2001    | Retiré en 2001.          |
| OVW Television Championship    | AJZ                    | 22 octobre 2019  | Retiré en 2019           |

## Autres membres du personnel
| Nom de ring      | Rôle                                                                |
| ---------------- | ------------------------------------------------------------------- |
| AJ McKay         | Commentateur de OVW Overdrive Annonceur du ring                     |
| Al Snow          | Propriétaire de la OVW                                              |
| Bryan Kennison   | Commentateur                                                        |
| Dean Hill        | Commissionnaire                                                     |
| Eric Cornish     | Commentateur de OVW Overdrive Annonceur du ring                     |
| Shannon The Dude | Commentateur ; nom réel : Shannon Grigsby Manager de Jessie Godderz |
| Steven Johnson   | Commentateur                                                        |

### Arbitres
| Nom de scène       | Notes                                  |
| ------------------ | -------------------------------------- |
| Charlene Mackenzie |                                        |
| Daniel Spencer     | Travaille également à Impact Wrestling |
| Dave Harmon        |                                        |
| Jake Cloyd         |                                        |

### Formation du personnel
| Nom de ring | Rôle                |
| ----------- | ------------------- |
| Danny Davis | Fondateur de la OVW |
| Rip Rogers  | Entraîneur          |